# Кирманович, Владимир Николаевич
Владимир Николаевич Кирманович (1919—2001) — полковник Советской Армии, участник Великой Отечественной войны, Герой Советского Союза (1945).

## Биография

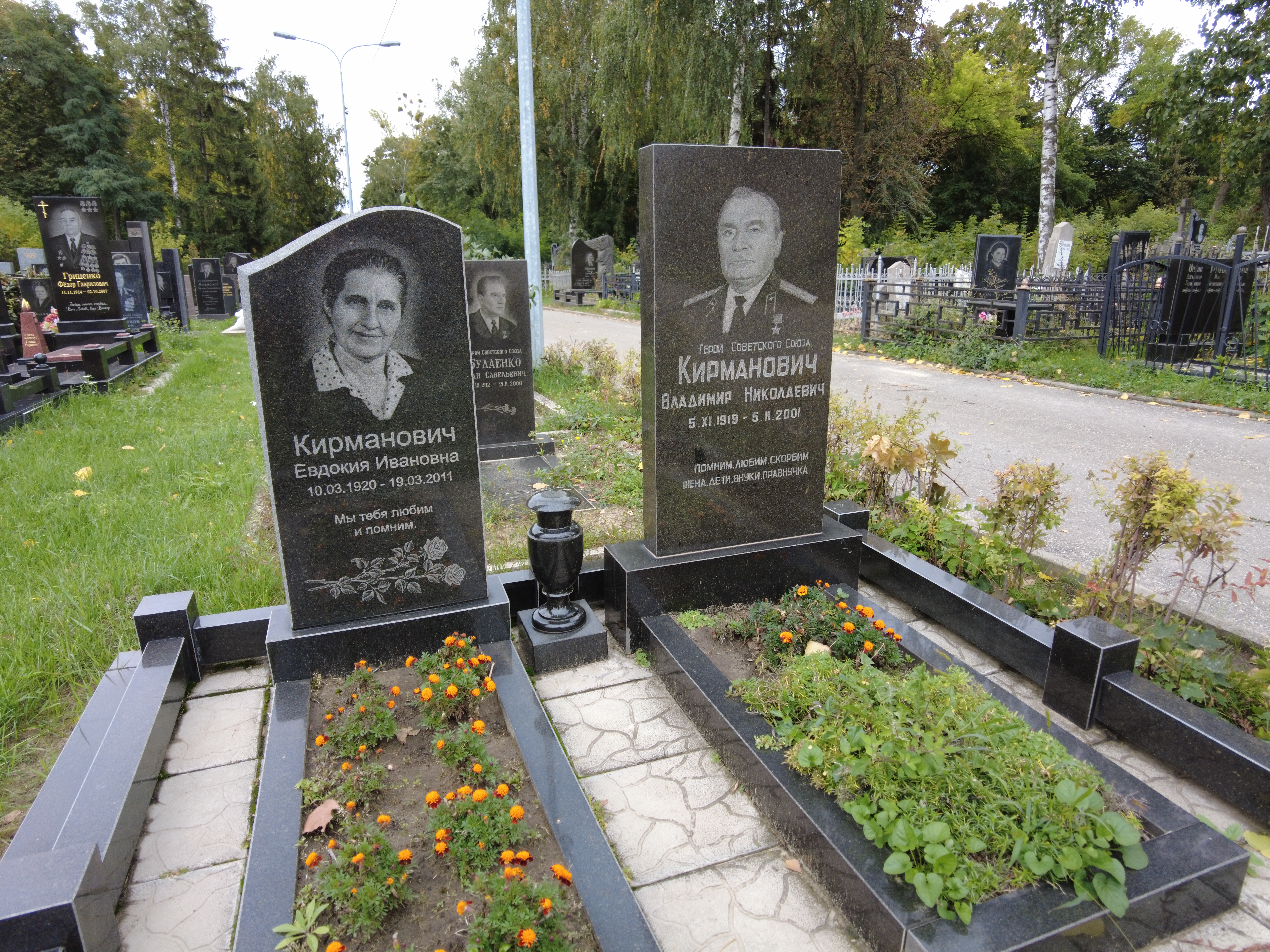
Могила

Владимир Кирманович родился 5 ноября 1919 года в городе Кобрине (ныне — Брестская область Белоруссии). Первые двадцать лет своей жизни жил на территории Польши. Окончил семь классов школы. В сентябре 1940 года Кирманович был призван на службу в Рабоче-крестьянскую Красную Армию. В апреле 1942 года он окончил курсы младших лейтенантов и был направлен на фронт Великой Отечественной войны. Принимал участие в боях на Брянском, Центральном, Южном, 4-м Украинском, 1-м и 2-м Прибалтийском фронтах, был ранен. Участвовал в Курской битве, освобождении Украинской ССР, Крыма и боях за Прибалтику.
К августу 1944 года капитан Владимир Кирманович командовал истребительно-противотанковой артиллерийской батареей 202-й танковой бригады 19-го танкового корпуса 51-й армии 1-го Прибалтийского фронта. 22 августа 1944 года в бою у села Букайшис Добельского района Латвийской ССР батарея Кирмановича уничтожила 6 вражеских танков, 2 САУ, большое количество солдат и офицеров. Когда расчёт одного из орудий батареи полностью вышел из строя, Кирманович сам встал к орудию и уничтожил 2 немецких танка. Батарее удалось удержать захваченные рубежи.
Указом Президиума Верховного Совета СССР от 24 марта 1945 года за «образцовое выполнение боевых заданий командования на фронте борьбы с немецкими захватчиками и проявленные при этом мужество и героизм» капитан Владимир Кирманович был удостоен высокого звания Героя Советского Союза с вручением ордена Ленина и медали «Золотая Звезда» за номером 7588.
После окончания войны Кирманович продолжил службу в Советской Армии. В 1955 году он окончил Военную академию имени Фрунзе, после чего служил в различных военных учебных заведениях. В 1974 году в звании полковника Кирманович был уволен в запас. Проживал в Харькове. Умер 5 февраля 2001 года, похоронен на харьковском кладбище № 2.
Был также награждён орденами Красного Знамени, Александра Невского, двумя орденами Отечественной войны 1-й степени, орденом Отечественной войны 2-й степени, тремя орденами Красной Звезды, рядом медалей.